# Helmond Sport in het seizoen 2010/11
Het seizoen 2010/11 was het 43ste jaar in het bestaan van de Helmondse voetbalclub Helmond Sport. De club uit Helmond kwam voor de 27e keer op rij uit in de Nederlandse Eerste divisie. In de Eerste divisie eindigde de club uit Helmond op de derde plaats. In de beker werd de club in de derde ronde uitgeschakeld door BV Veendam. In de nacompetitie werd Helmond Sport in de derde ronde uitgeschakeld door Excelsior Rotterdam.